# Casa Barth
Casa Barth es el nombre que se le otorga a una de las sedes del Ministerio de Trabajo y Seguridad Social de Uruguay, la misma se encuentra situada en la Ciudad Vieja de Montevideo, y alberga las dependencias de la Dirección de Seguridad Social.

## Construcción
Fue construido entre los años 1925 y 1927 para albergar a la entonces Casa Eugenio Barth y Cía, el edificio fue diseñado por el arquitecto Carlos Surraco y por el ingeniero Luis Topolansky. A pesar de que fue diseñado originalmente como un edificio comercial, en la actualidad alberga las oficinas de la Dirección Nacional de Comercio y Defensa del Consumidor, como también del Ministerio de Trabajo y Seguridad Social.

## Descripción
Se ubica en el comienzo del barrio Ciudad Vieja en la ciudad de Montevideo, sobre la calle 25 de Mayo entre Juncal y Ciudadela.
Se trata de una de las primeras construcciones de la influencia del art déco en la arquitectura uruguaya. La Casa Barth, junto con la hoy desaparecida Agencia Ford 1924, concebida por el mismo arquitecto, constituyen la evidencia material de la renovación que por aquellos años se quería lograr por medio de la nueva Arquitectura Moderna.

## Literatura
- Arquitectónica y Urbanística Guía de Montevideo. 3 Edición. Intendencia Municipal de Montevideo y otros, incluyendo Montevideo 2008, ISBN 978-9974-600-26-3 , p 39